# Associação Britânica de Estudos Japoneses
A British Association for Japanese Studies (Associação Britânica de Estudos Japoneses) (BAJS), é uma associação da Universidade de Essex, no Reino Unido, cujo objetivo é promover estudos no Japão. Fundada em 1974, a organização é membro do Grupo de Bibliotecas do Japão e entrega anualmente o Morris Memorial Award .
É patrocinado principalmente pela Toshiba e pela Japan Foundation.
Japan Forum é o jornal oficial do BJS.